# 이중간첩
이중간첩(二重間諜, double agent)은 두 편을 동시에 간첩 행위를 하는 것을 말한다.

## 이중간첩 목록
- 마타 하리
- 킴 필비 "Stanley"
- 조지 블레이크
- 올레그 펜콥스키 "Hero"

## 이중간첩 사건
- 배빙턴 음모사건
- 렉싱턴 콩코드 전투
- 노르망디 전투
- 냉전
- 테러와의 전쟁
- 욤키푸르 전쟁

## 같이 보기
- 방첩
- 간첩 행위
- 반역죄